# Гурупи (река)
Гурупи (порт. Rio Gurupi) — река на севере Бразилии, протекающая по штатам Пара и Мараньян.
Длина реки составляет 719 км, площадь бассейна — 34860,69-35200 км². Средний расход воды — 481 м³/с (Alto Bonito). Максимальный расход воды — 2478 м³/с, среднемесячный — около 200 м³/с — 1300 м³/с. Впадает в Атлантический океан.
Основными притоками реки являются Сурубим, Tucumandiua, Кажуапара, Panemã, Apará и Жарарака.
В низовьях река судоходна на 25 км до Визеу, на этом участке глубина составляет 3 м (в 90 % времени). Выше во время половодья она судоходна ещё на 135 км, до Гурупи-Мирим.
У устья река образует крупную дельту, в которой лежит более 70 островов. Для этого района характерно высокое биоразнообразие, он входит в рамсарские угодья «Reentrâncias Maranhenses», протянувшиеся до устья Парнаиба. Часть территории занимают мангровые леса.
Влияние приливов ощущается на 140 км от устья.